# Pero marcata
Pero marcata là một loài bướm đêm trong họ Geometridae.